# Trò chơi năm 2011
Trang này liệt kê các board game, trò chơi thẻ bài, wargame, trò chơi mô hình thu nhỏ, và trò chơi nhập vai tabletop xuất bản năm 2011.  Đối với trò chơi điện tử, xem Trò chơi điện tử năm 2011.

## Trò chơi phát hành hoặc phát minh năm 2011
- 1830: The Game of Railroads and Robber Barons (phiên bản mới)
- 7 Wonders: Catan Island
- 7 Wonders: Leaders
- Arkham Horror: Miskatonic Horror Expansion
- Carcassonne: 10 Year Special Edition
- Carcassonne: Die Schule
- Carcassonne: The Dice Game
- Carcassonne: The Phantom
- Commands & Colors: Ancients Expansion Pack #6: The Spartan Army
- Dixit Odyssey
- Dominion: Cornucopia
- Dominion: Governor Promo Card
- Dominion: Hinterlands
- Fresco: Expansion Modules 4, 5 and 6
- Munchkin Zombies
- Oz Fluxx
- Pirate Fluxx
- Power Grid: The First Sparks
- Power Grid: The Robots
- Power Grid: Theme Park
- Puerto Rico: Limited Anniversary Edition
- Small World: Tunnels
- Small World Underground
- Stone Age: Style is the Goal
- Sword Girls
- Thunderstone: Dragonspire
- Thunderstone: Heart of Doom
- Thunderstone: Thornwood Siege
- Ticket to Ride: Alvin & Dexter
- Ticket to Ride Map Collection: Volume 1 - Team Asia & Legendary Asia
- Ticket to Ride Map Collection: Volume 2 - India & Switzerland

## Giải thưởng trò chơi được trao năm 2011
- Spiel des Jahres: Qwirkle
- Kennerspiel des Jahres: 7 Wonders
- Deutscher Spiele Preis: 7 Wonders
- Games: Tikal II: The Lost Temple

## Sự kiện lớn liên quan đến trò chơi năm 2011
- Nhà phân phối ở Quebec Filosofia mua lại Z-Man Games.[1]

## Chết
| Ngày       | Tên                 | Tuổi | Chức vụ                                                          |
| ---------- | ------------------- | ---- | ---------------------------------------------------------------- |
| 16 tháng 2 | Hans Joachim Alpers | 67   | đồng sáng lập của công ty Đức Fantasy Productions                |
| 19 tháng 3 | Jim Roslof          | 64   | Nhà vẽ minh họa, nổi tiếng khi làm việc trong Dungeons & Dragons |
| 26 tháng 4 | Douglas Chaffee     | 75   | Nhà vẽ minh họa                                                  |